# Высоцкий (небоскрёб)
«Высо́цкий» (до 7 сентября 2010 — 3-я очередь комплекса «Антей» — «Антей-3») — современный небоскрёб, расположенный в центре города Екатеринбурга, в районе улиц Красноармейской и Малышева.  
«Высоцкий» является  вторым по максимальной архитектурной высоте зданием в городе (его высота — более 188,3 м) и первым зданием по числу используемых этажей.

## Описание и хронология
54-этажный (с учётом 6 технических этажей) небоскрёб до постройки в 2015 году башни «Исеть» (209 м) являлся самым высоким зданием не только Екатеринбурга, но и всей России за пределами Москвы. Тем не менее, в Екатеринбурге «Высоцкий» уступал по высоте недостроенной телевизионной башне (до её сноса 24 марта 2018 года), а также радиомачте в районе Шарташа.
Если определять небоскрёбы как здания выше 150 метров, «Высоцкий», до появления Лахта-центра в Санкт-Петербурге, являлся самым северным небоскрёбом мира. Знаменитый Turning Torso, расположенный в Мальмё, Швеция, находится примерно на градус южнее.
Во время строительства «Высоцкого» были разрушены некоторые архитектурные памятники XIX в. Относительно одного из них, усадьбы Фальковского, в 2007 была достигнута договорённость о восстановлении. Тем не менее, в 2009 году вновь было снесено ещё одно старинное здание непосредственно рядом с небоскрёбом («дом Ярутина»), что вызвало широкий резонанс в обществе. Было возбуждено уголовное дело по части 1 статьи 243 УК РФ («Уничтожение или повреждение памятников истории и культуры»). Руководство «Антея» сразу заявило о непричастности к этому акту.
В августе 2010 года директор бизнес-центра «Антей» Андрей Гавриловский объявил конкурс на новое имя для небоскрёба «Антей», в рамках которого было рассмотрено более 12 тысяч вариантов. По его результатам небоскрёбу было присвоено новое имя — «Высоцкий».
25 ноября 2011 состоялось открытие «Высоцкого», а позже прошёл предпремьерный показ фильма «Высоцкий. Спасибо, что живой» в ККТ «Космос». Владельцы небоскрёба специально приурочили открытие к премьере фильма. Открыл небоскрёб Никита Высоцкий. Семья Высоцких официально разрешила башне носить их фамилию.

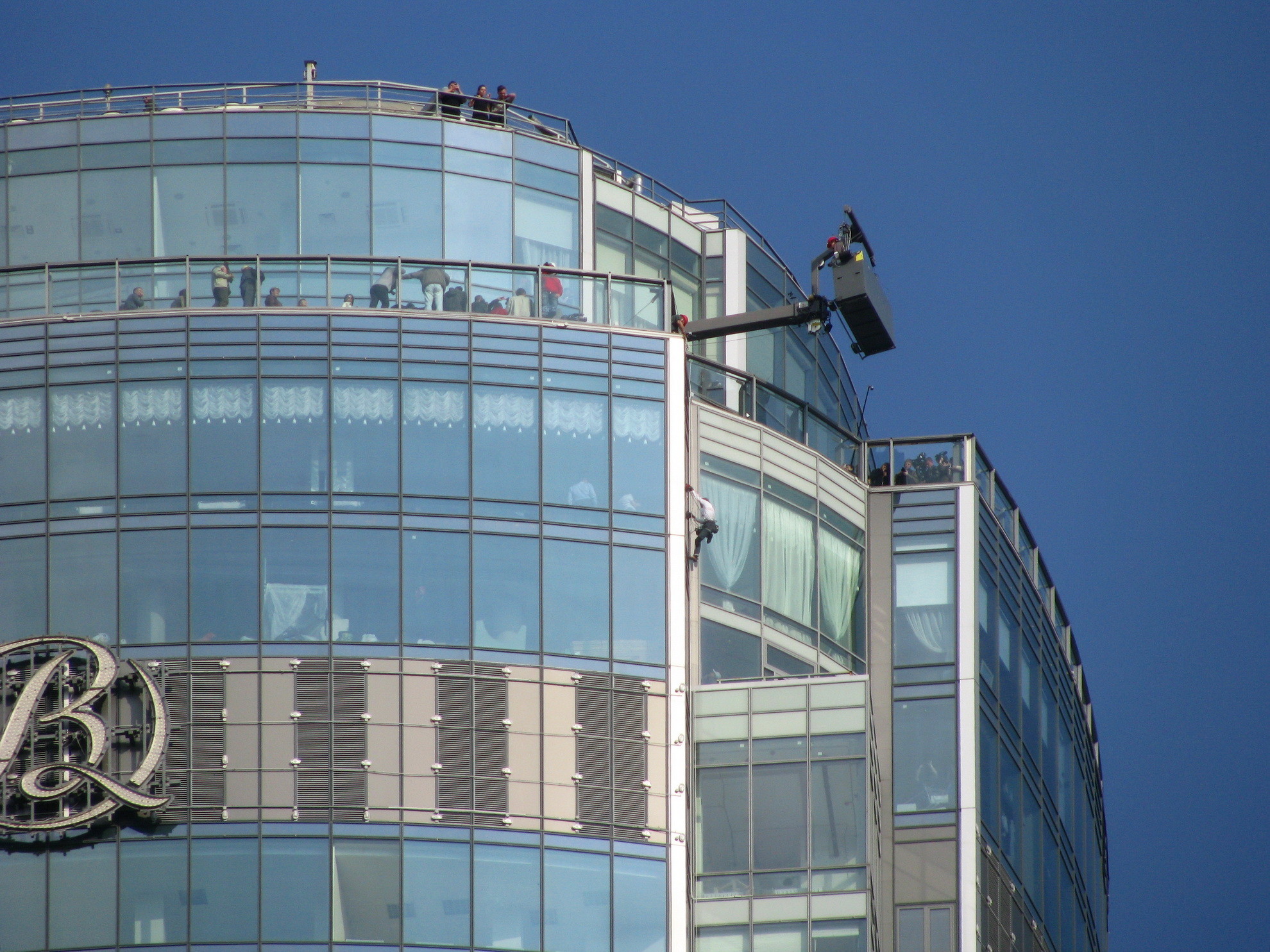
Ален Робер завершает восхождение на «Высоцкий»

4 мая 2012 года открылась смотровая площадка. Поднявшись на неё, все желающие смогут посмотреть на город с высоты «птичьего полёта».
При создании небоскрёба особое внимание было уделено пожарной безопасности. В здании используется адресная пожарная сигнализация, 6 тысяч дымоуловителей и две зоны безопасности, куда не проникнет ни дым, ни огонь. Одна из таких зон спрятана на техническом этаже.
24 сентября 2014 года по фасаду здания совершил восхождение известный покоритель небоскрёбов Ален Робер. Для того, чтобы взобраться на «Высоцкий», французу понадобилось около 2 часов.
24 июля 2018 года на площадке перед небоскрёбом был открыт памятник песням Высоцкого. Он выполнен в виде катушки с киноплёнкой. На девятиметровой стальной ленте разместили строки из песен барда. Цитаты на скульптуре можно менять, в соответствии с событиями в городе и стране.
В 2022 году на вершине здания был оборудован бассейн.

## Музей В. С. Высоцкого

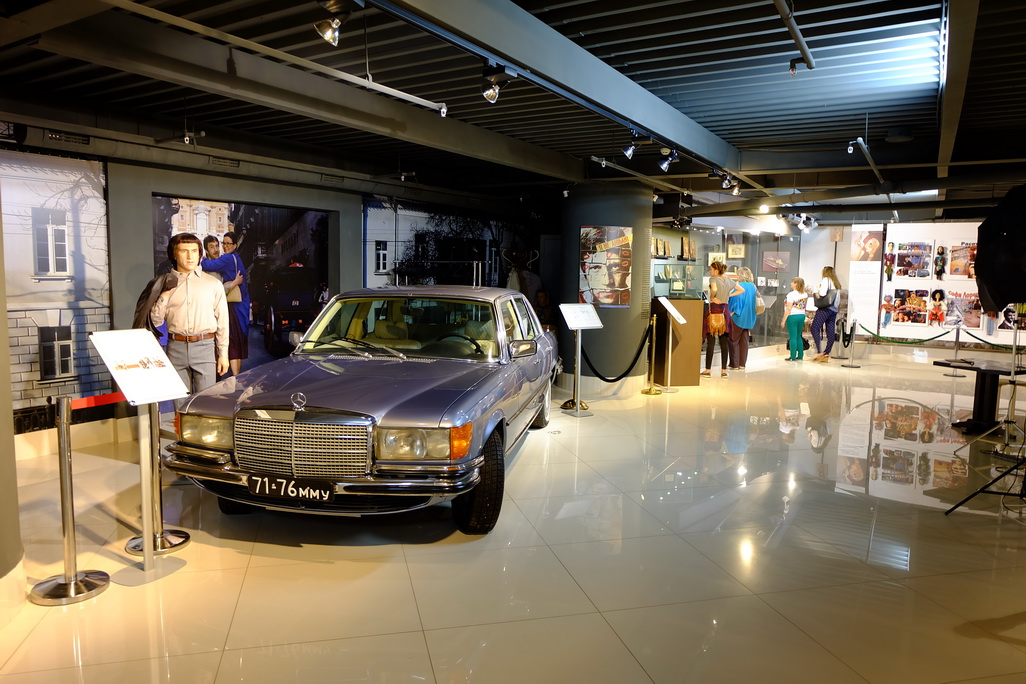
Экспозиция музея Высоцкого

На втором этаже небоскрёба располагается музей Владимира Высоцкого.
В основу экспозиции музея вошли личные вещи Владимира Высоцкого. В музее полностью восстановлен гостиничный номер, в котором Высоцкий проживал, когда был с гастролями в Свердловске (сама гостиница, в которой он проживал, — «Большой Урал» — находится через дорогу от небоскрёба).
В екатеринбургском Музее представлен ряд уникальных экспонатов — легендарный Mercedes 350 W116, принадлежавший Владимиру Высоцкому с 1976 года; восковая фигура Владимира Высоцкого, созданная скульптором Александром Сильницким.
В январе 2016 года экспозиция музея пополнилась уникальными вещами с аукциона в Париже, который организовала вдова В. Высоцкого Марина Влади.
Специально для музея были выкуплены 37 лотов, среди которых иконы, картины и украшения, которые принадлежали семье Высоцкого—Влади.
Самый ценный экспонат в музее — последнее стихотворение В. Высоцкого, которое он написал за полтора месяца до своей смерти и посвятил своей жене Марине Влади. Этому документу присвоена категория «Культурная ценность Российской Федерации».

## Забег на «Высоцкий»
Начиная с 2013 года, проводится «забег на „Высоцкий“» — аналог проводящегося более чем в 160 странах мира соревнования «забег на небоскрёб». В России екатеринбургский вертикальный забег на «Высоцкий» стал первым подобным соревнованием, позже такой забег стали проводить в других городах — Москве, Челябинске, Волгограде. Первый забег состоялся 3 июля 2013, а начиная с 2014 года, проходит в сентябре. В последнем забеге 5 сентября 2016 года приняли участие несколько сотен спортсменов из более чем 40 городов России. В 2017 году забег прошёл на две дистанции: полумарафон (28 этажей) и марафон (52 этажа).
Призовой фонд составляет 100 тысяч рублей. Вручение призов проводит Глава администрации города Екатеринбурга Александр Якоб. Всего участникам необходимо преодолеть 1137 ступенек.

## Галерея

Смотровая площадка и бассейн на крыше
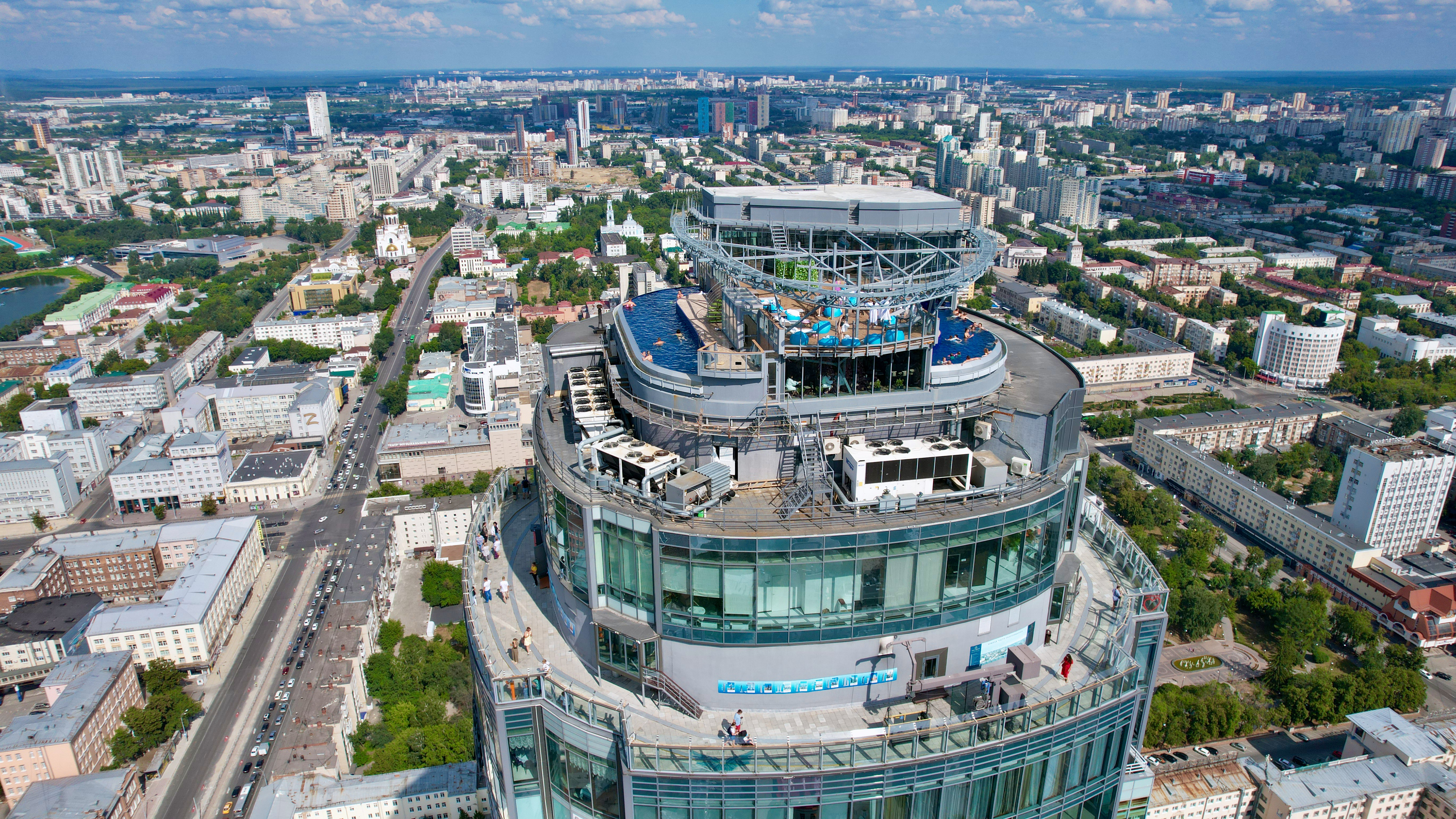
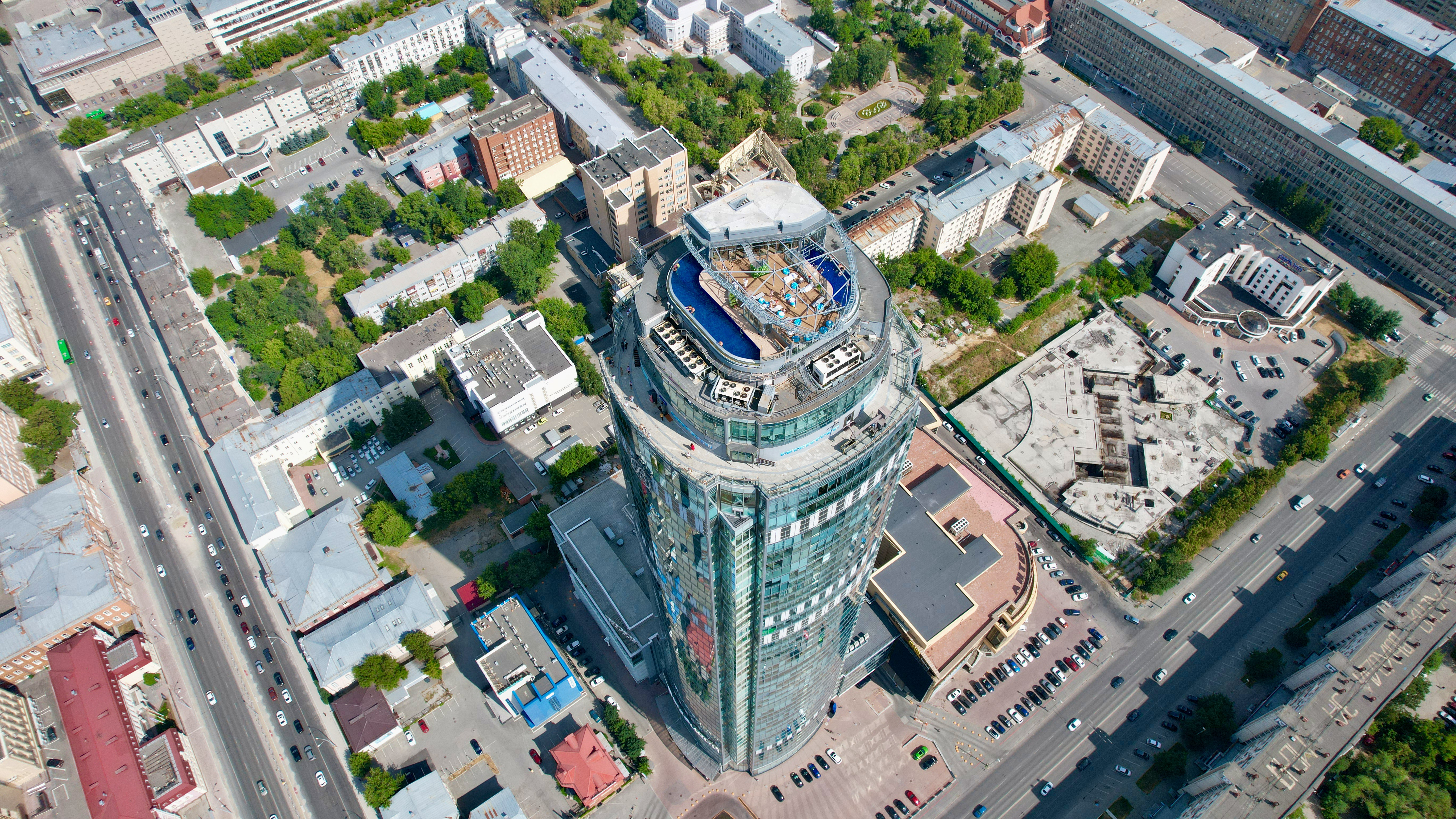
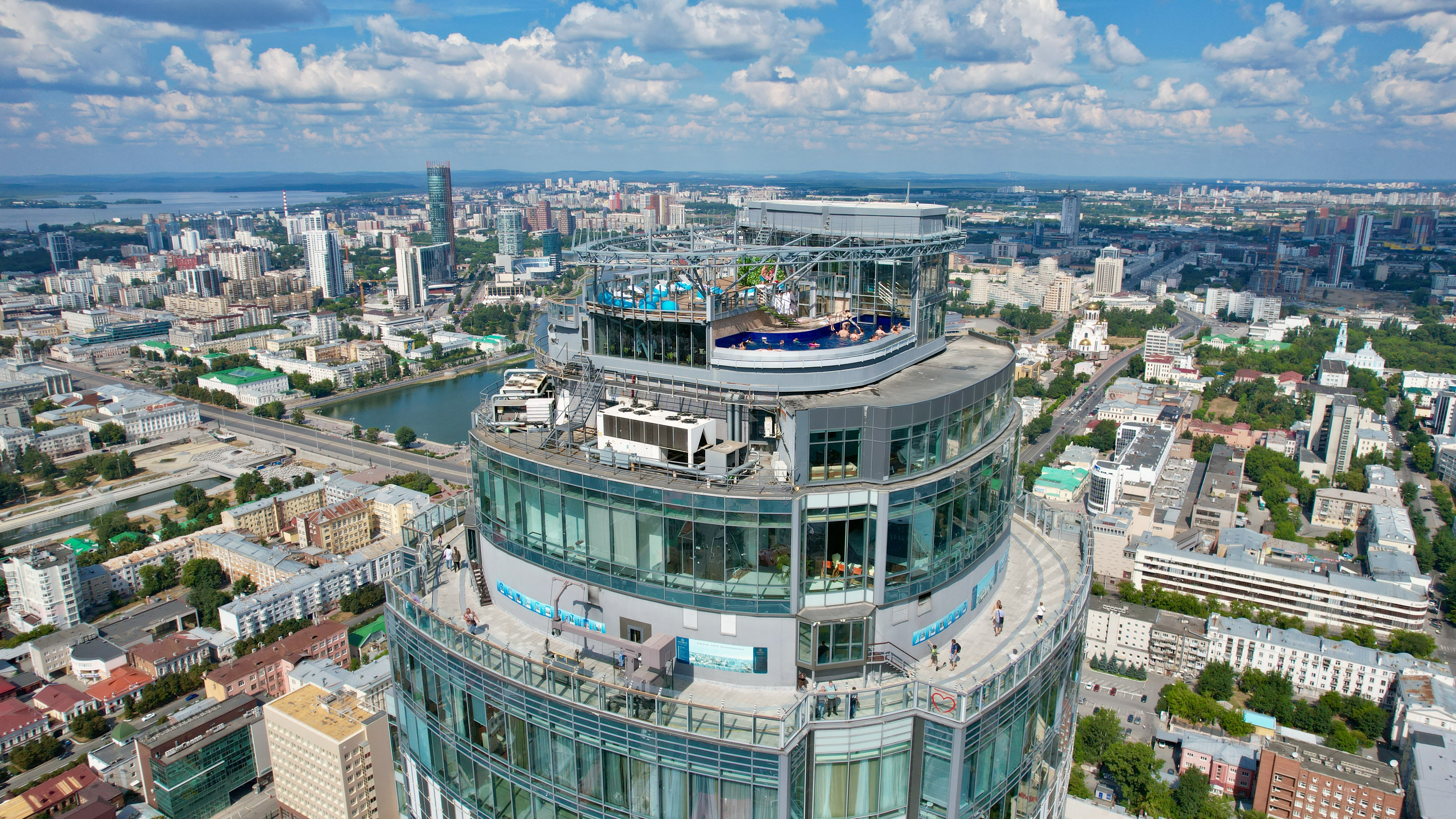
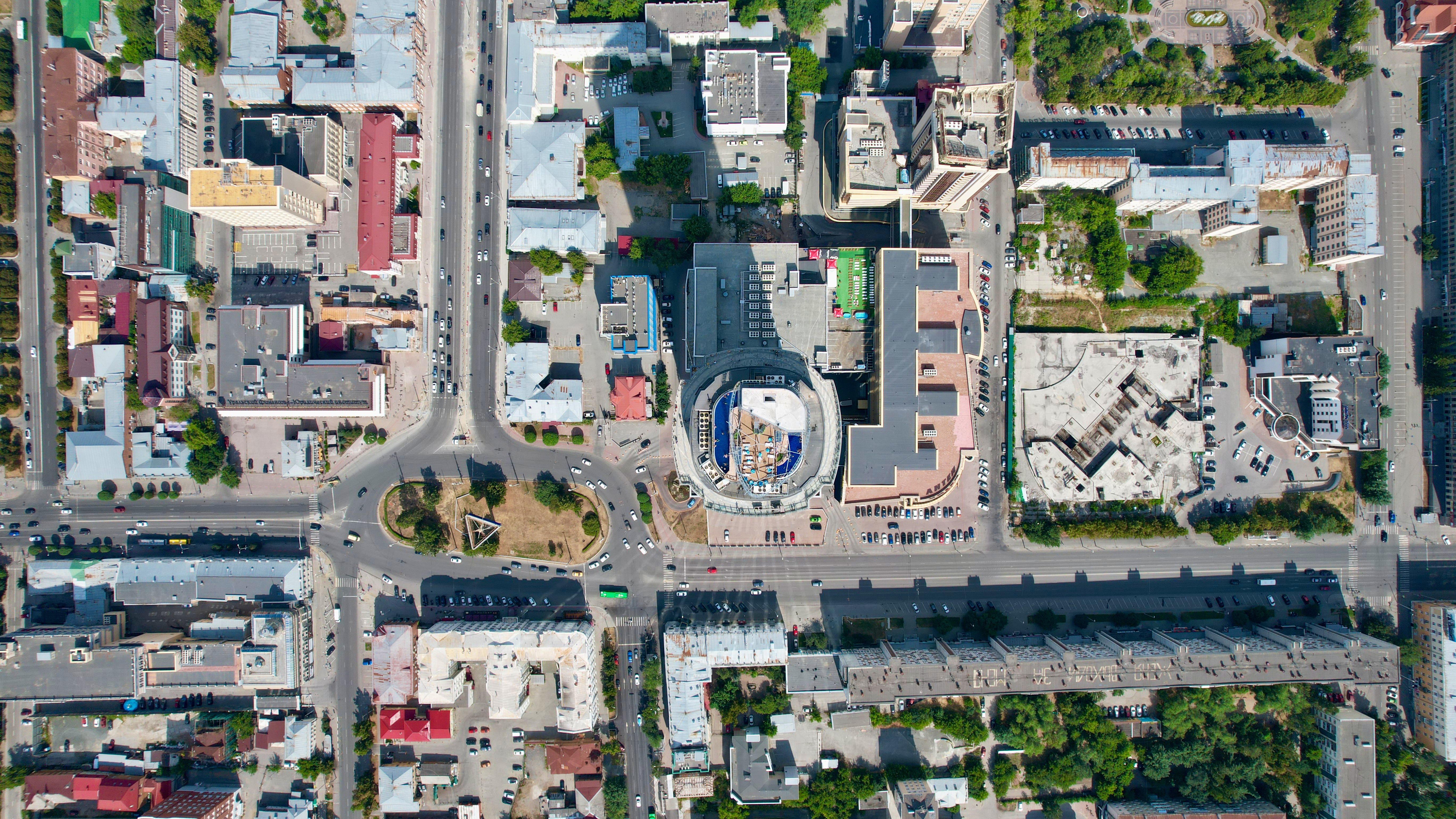

Небоскрёб на видах Екатеринбурга
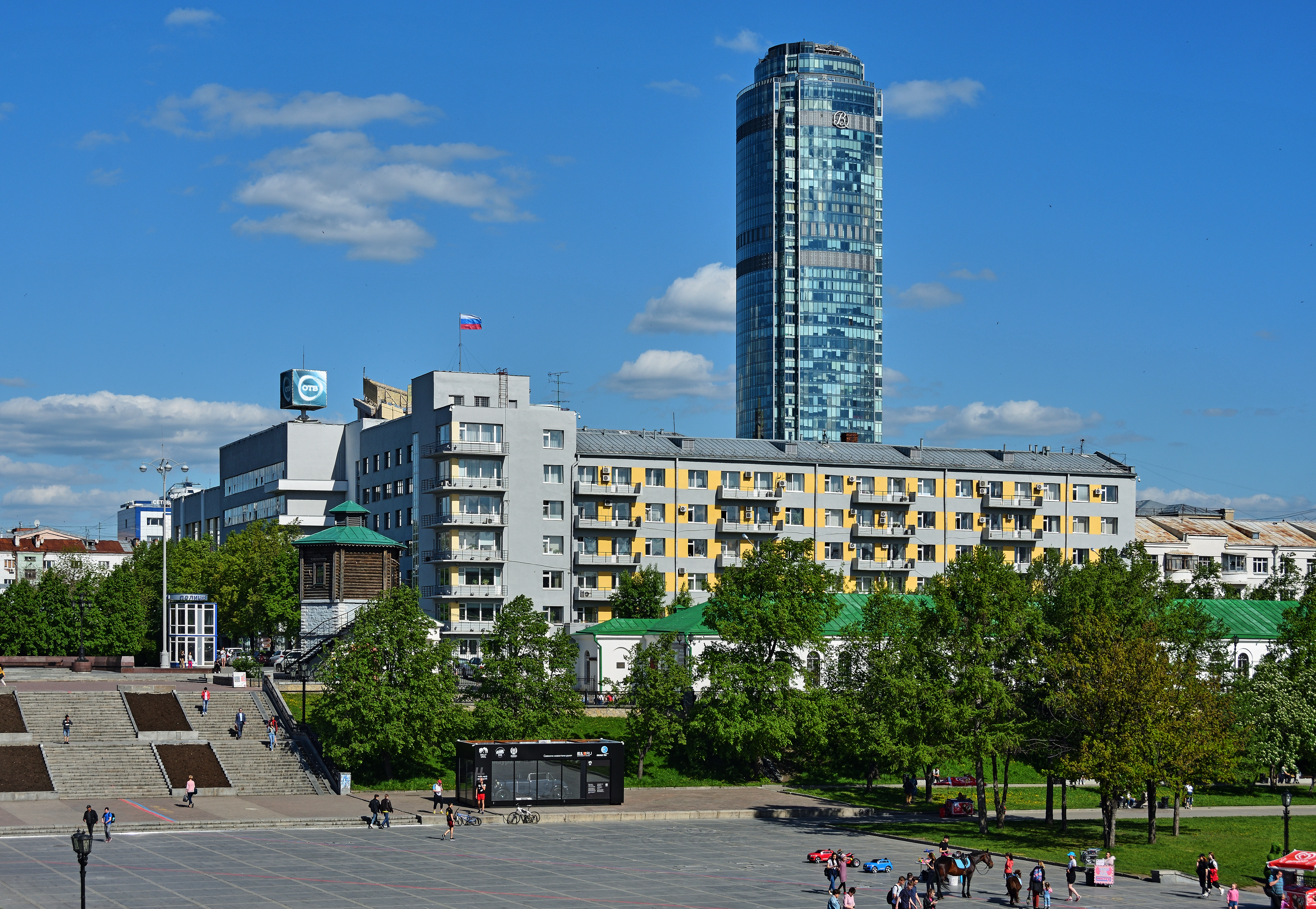
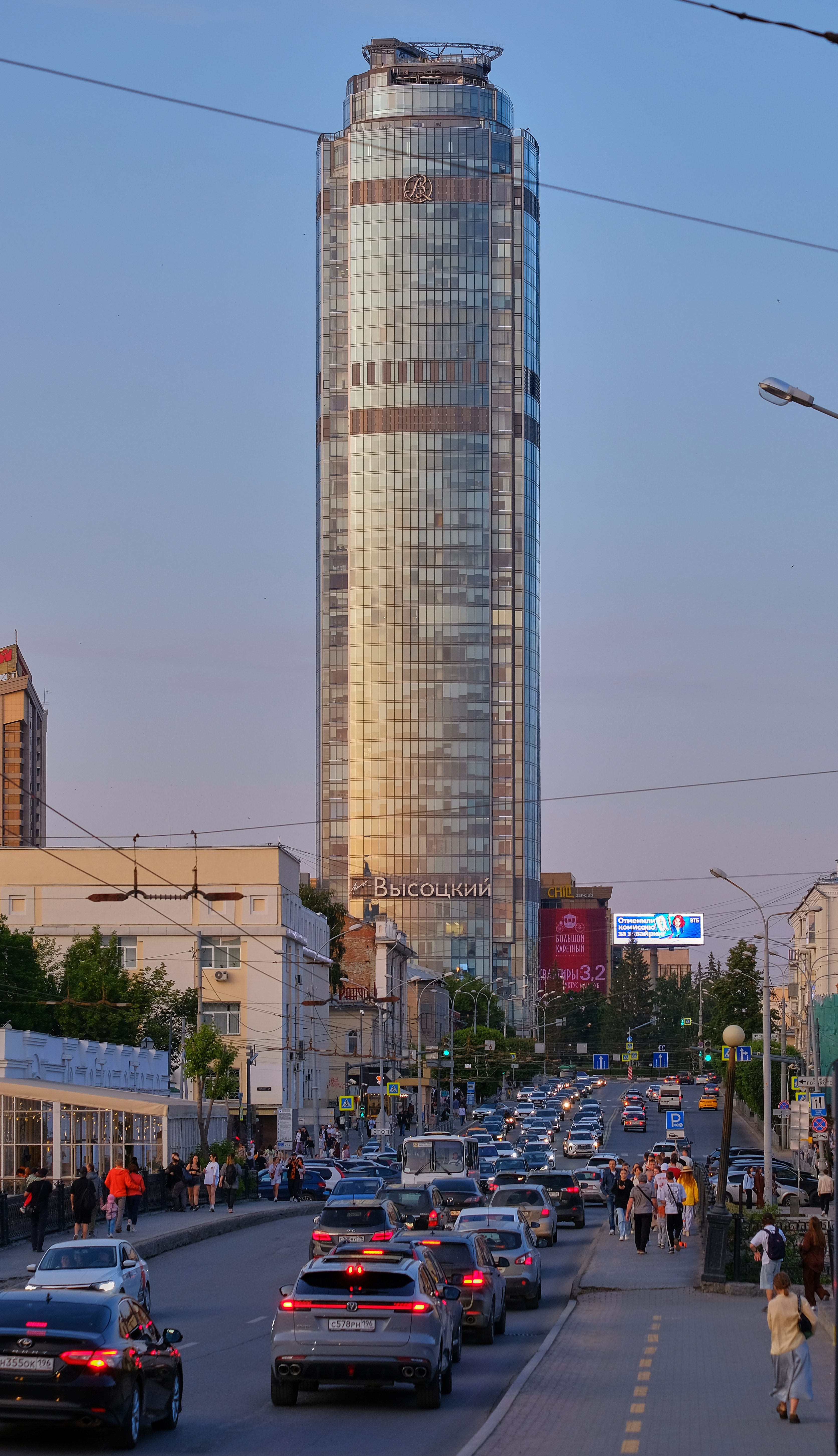
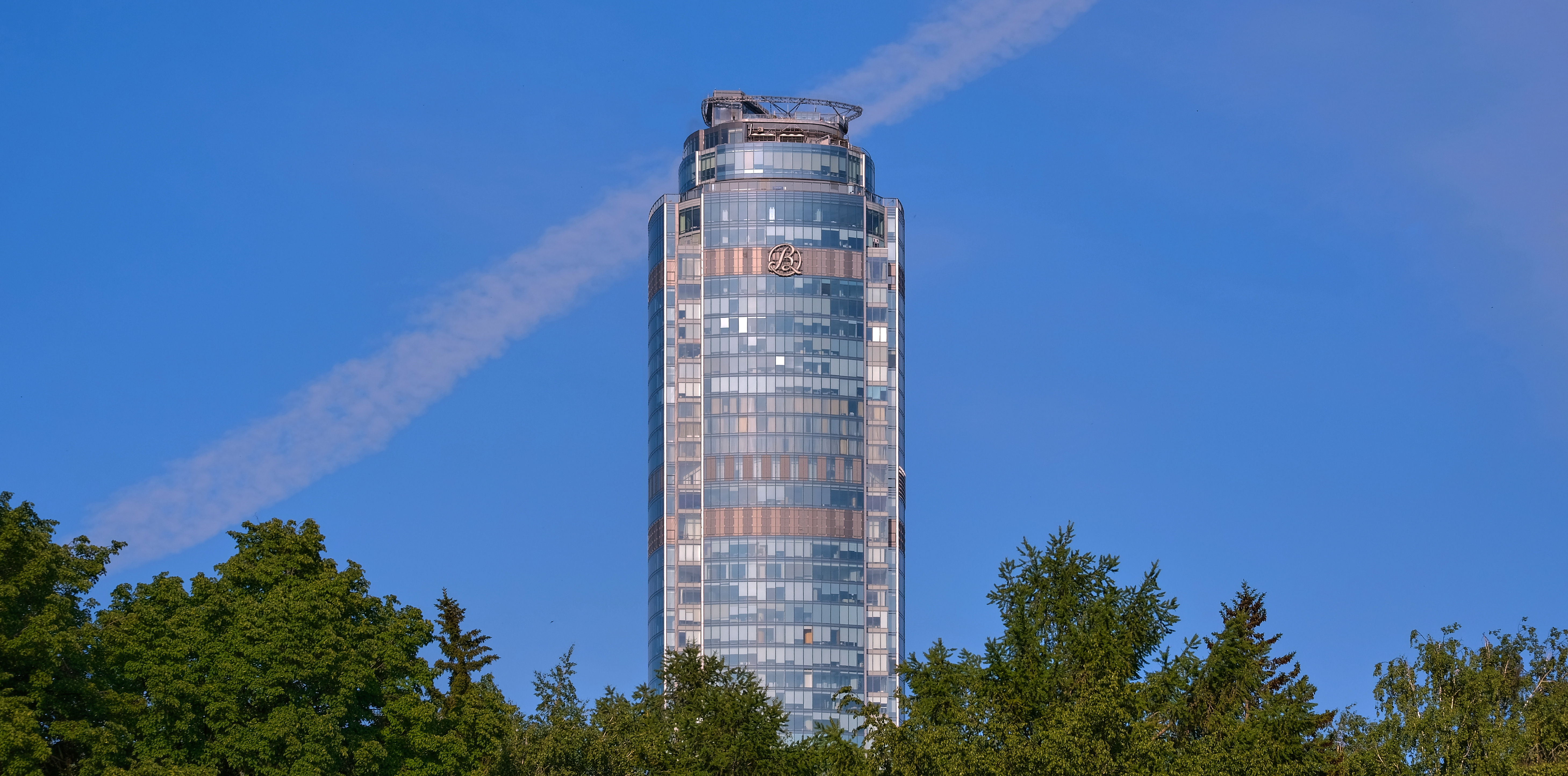
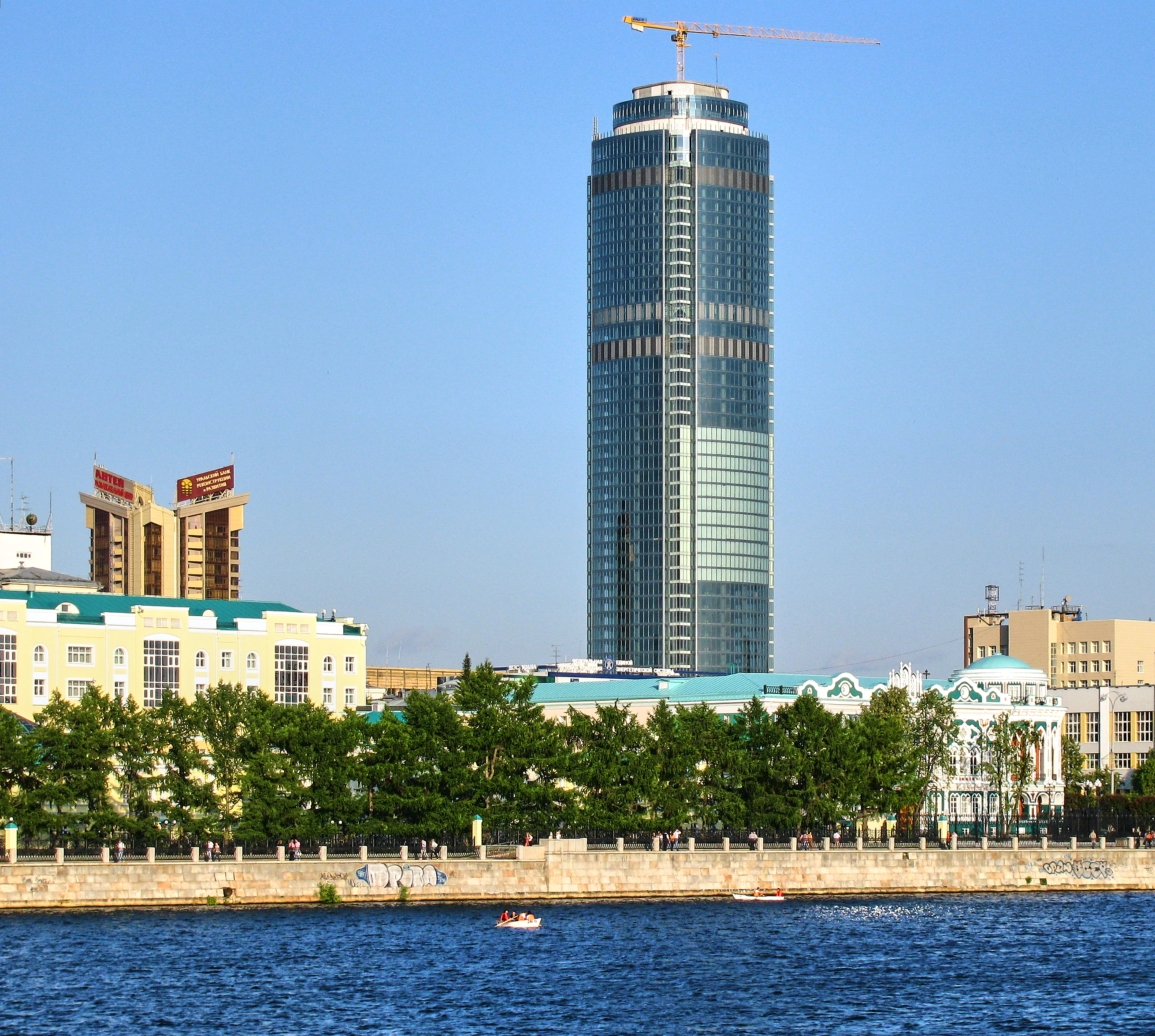
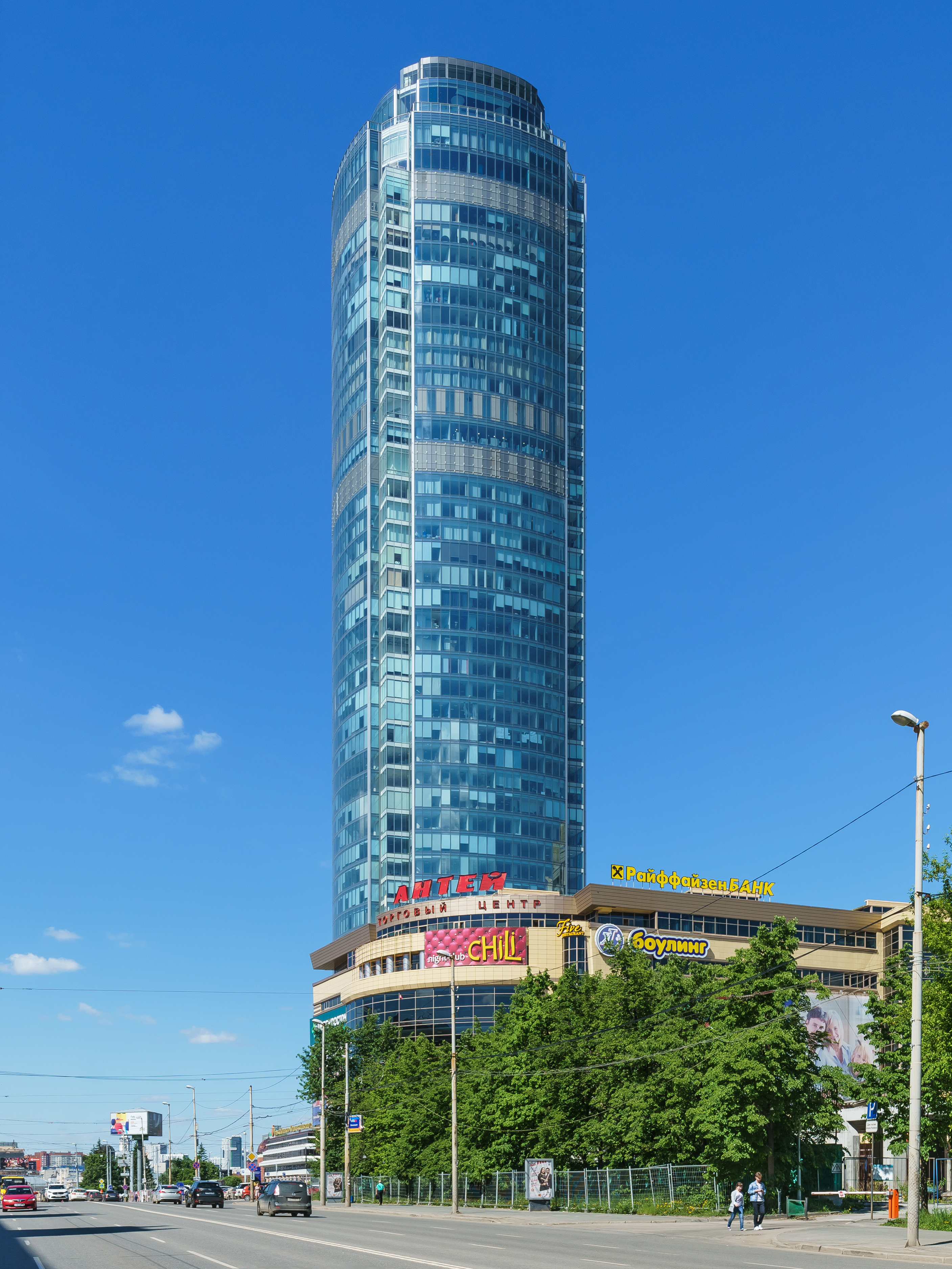
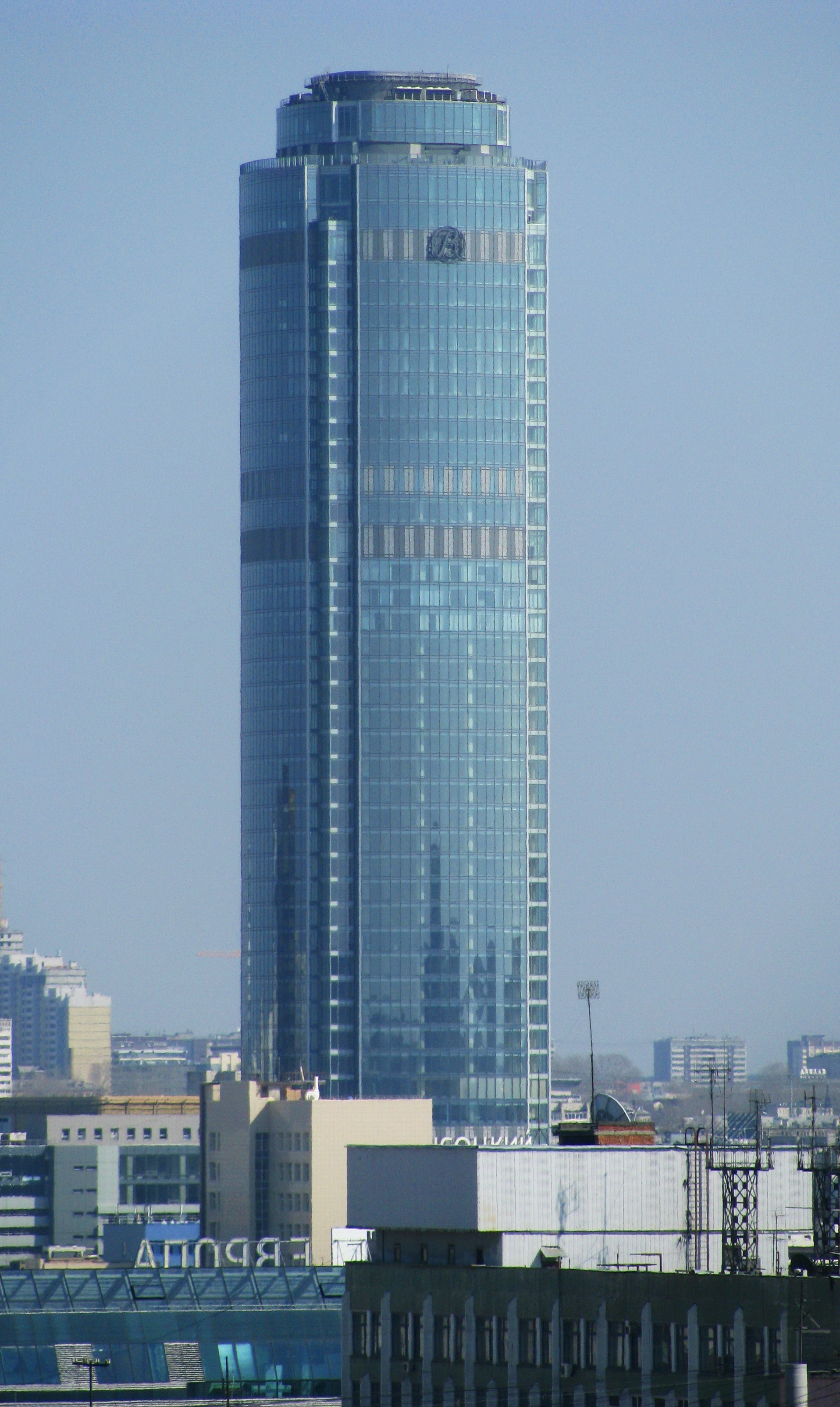
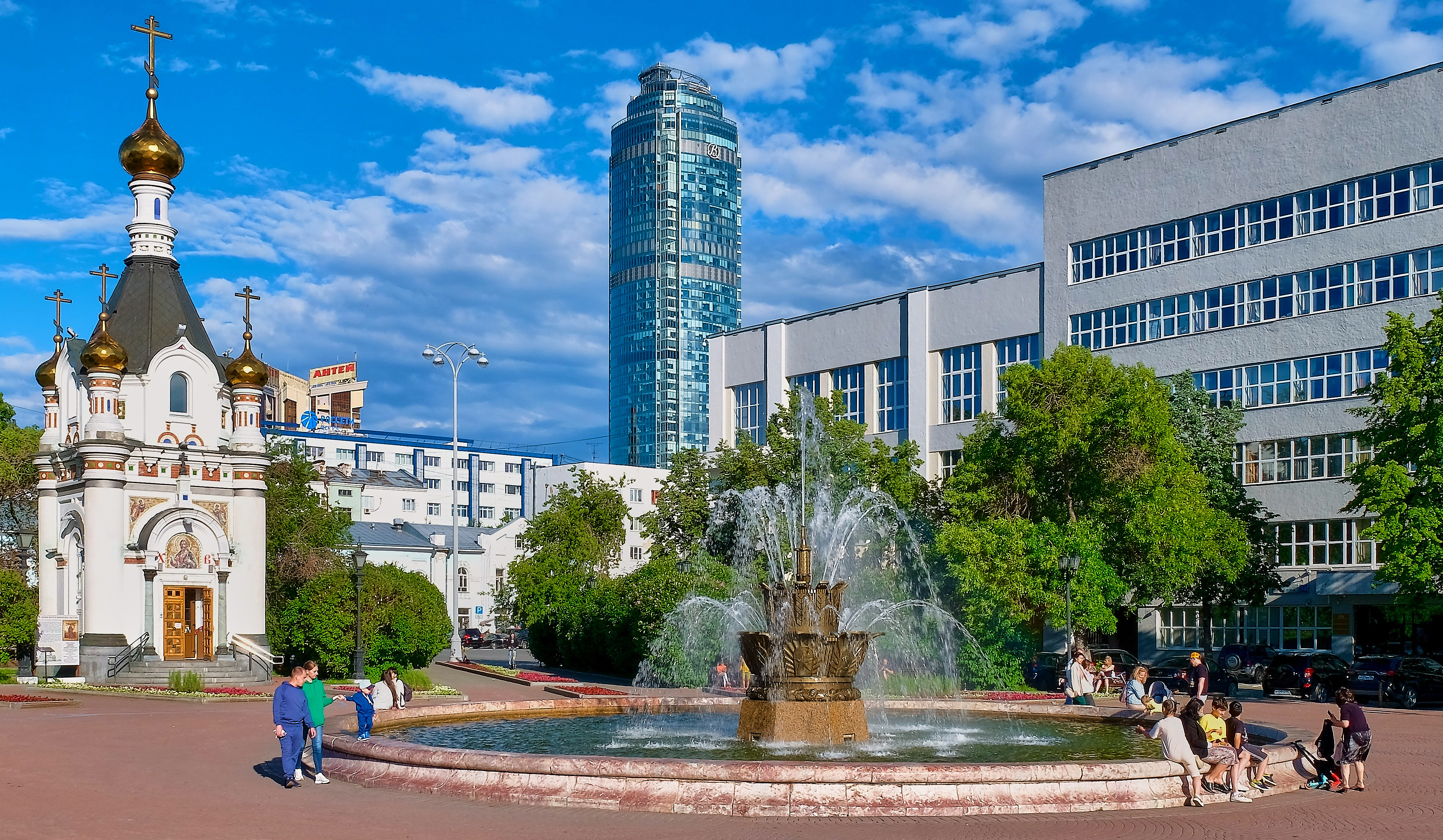

Виды со смотровой площадки Высоцкого
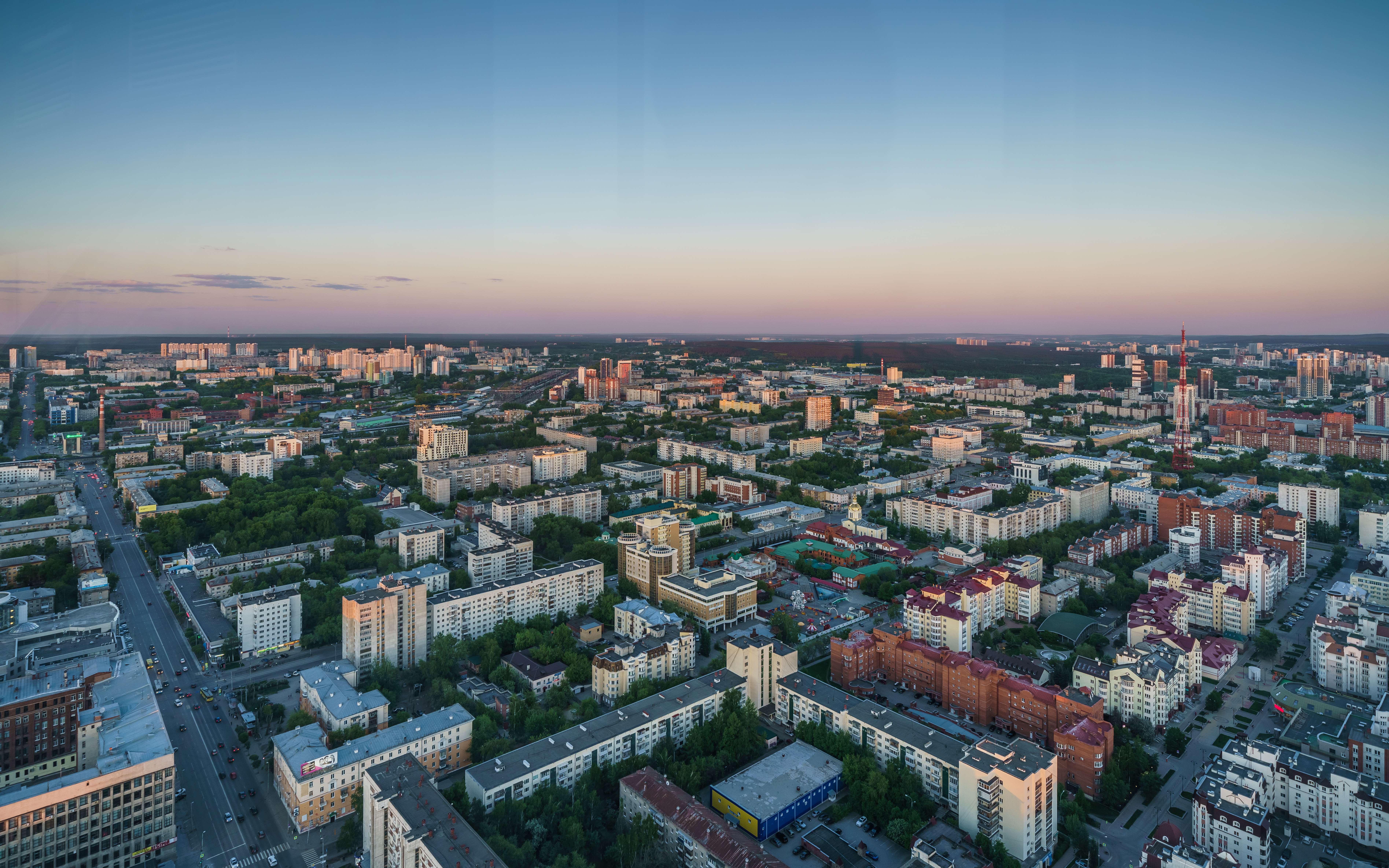
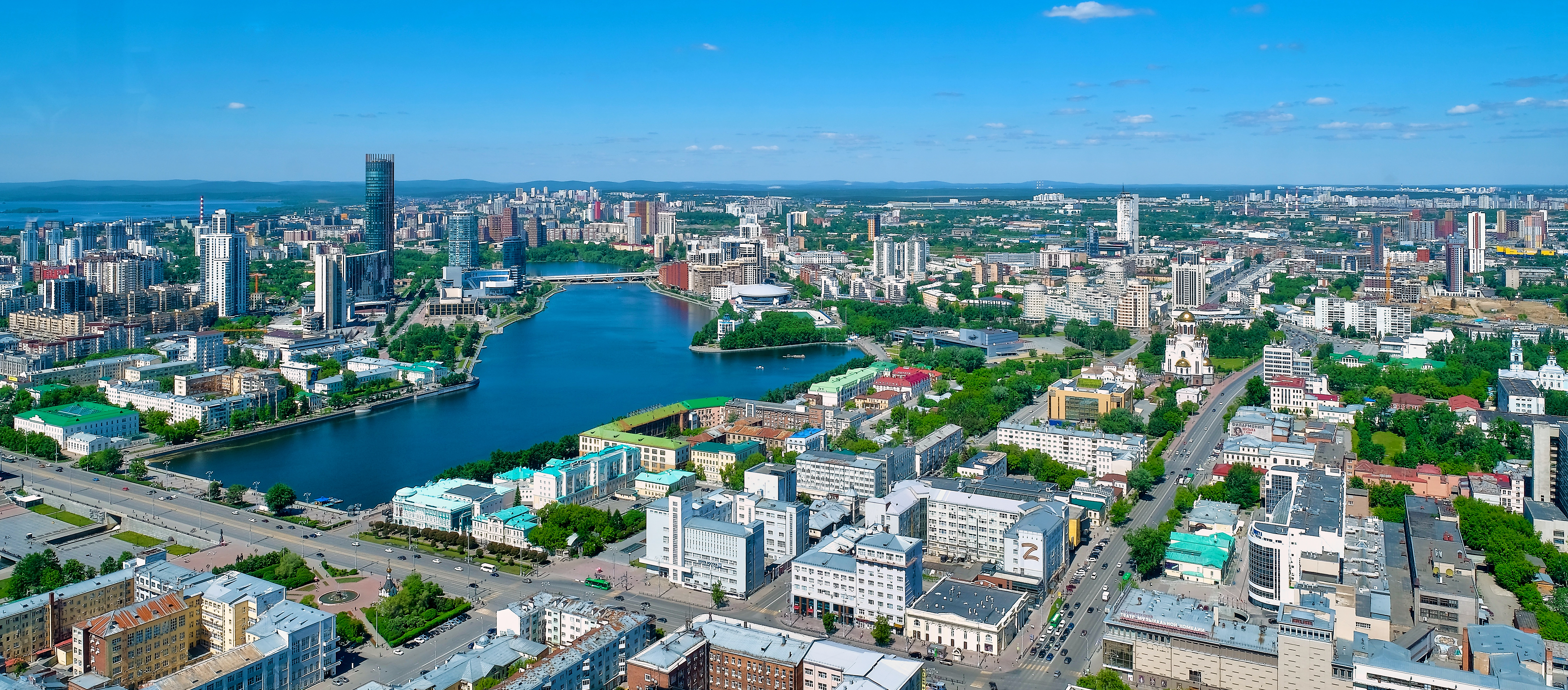
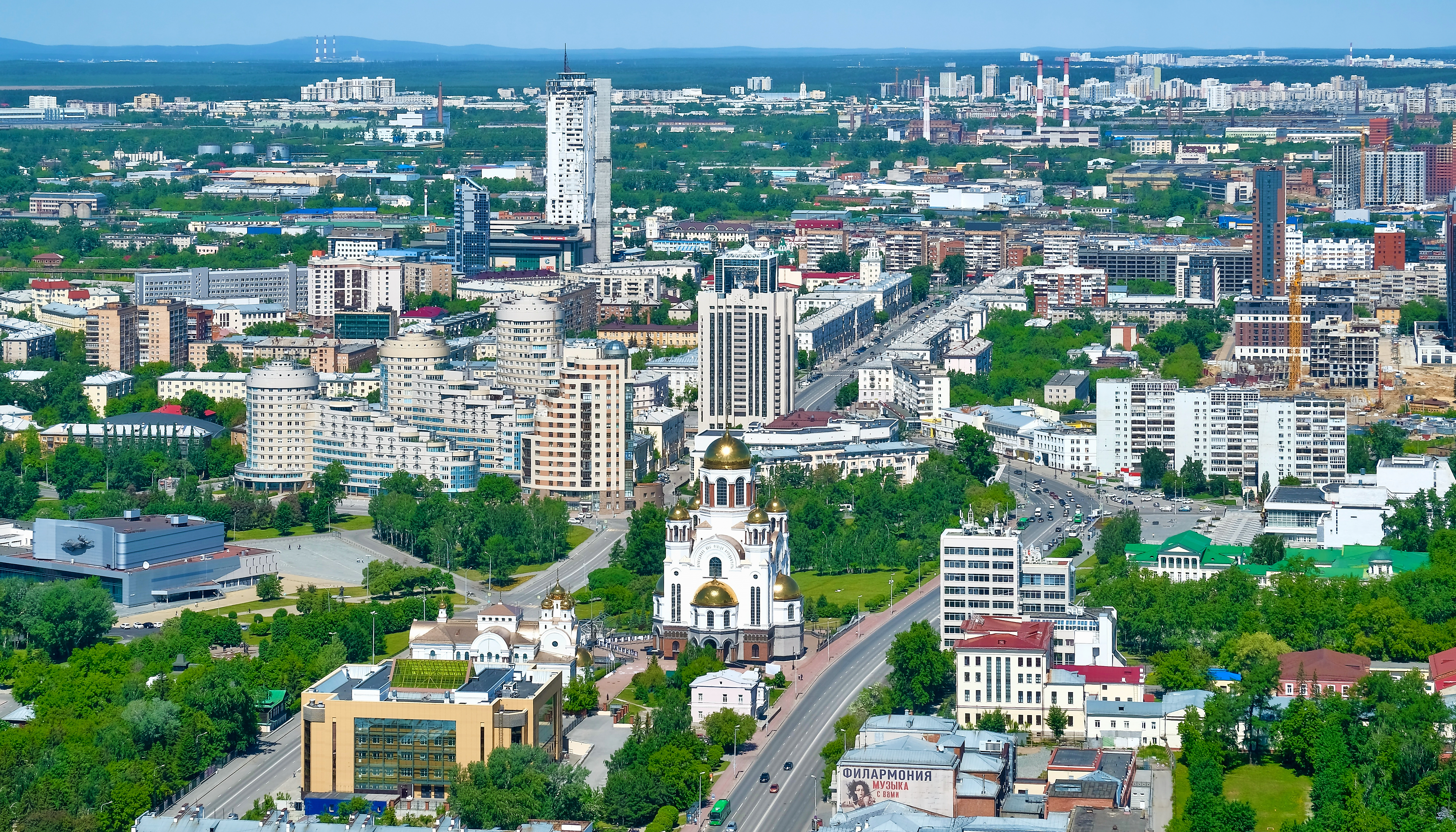
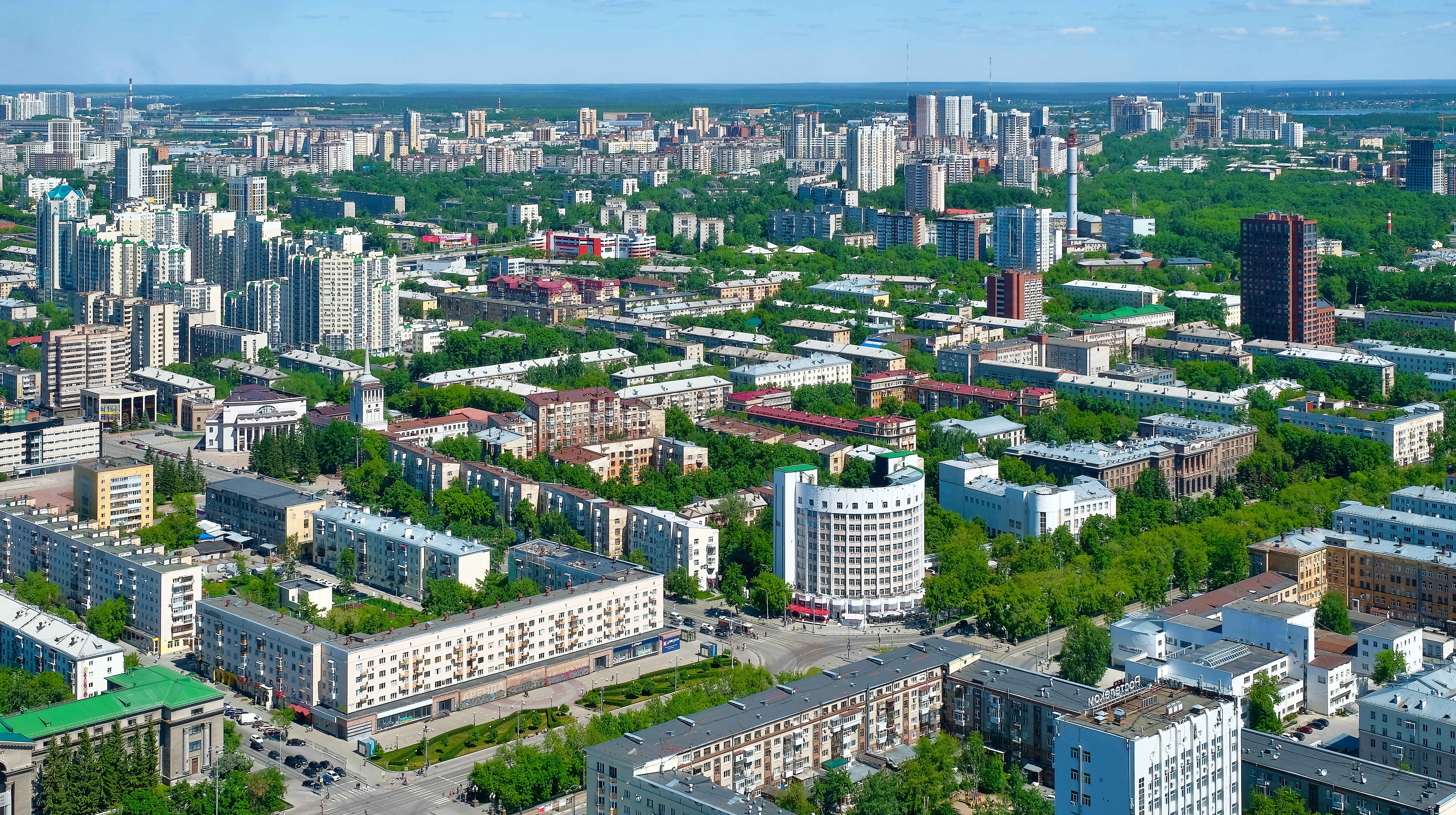
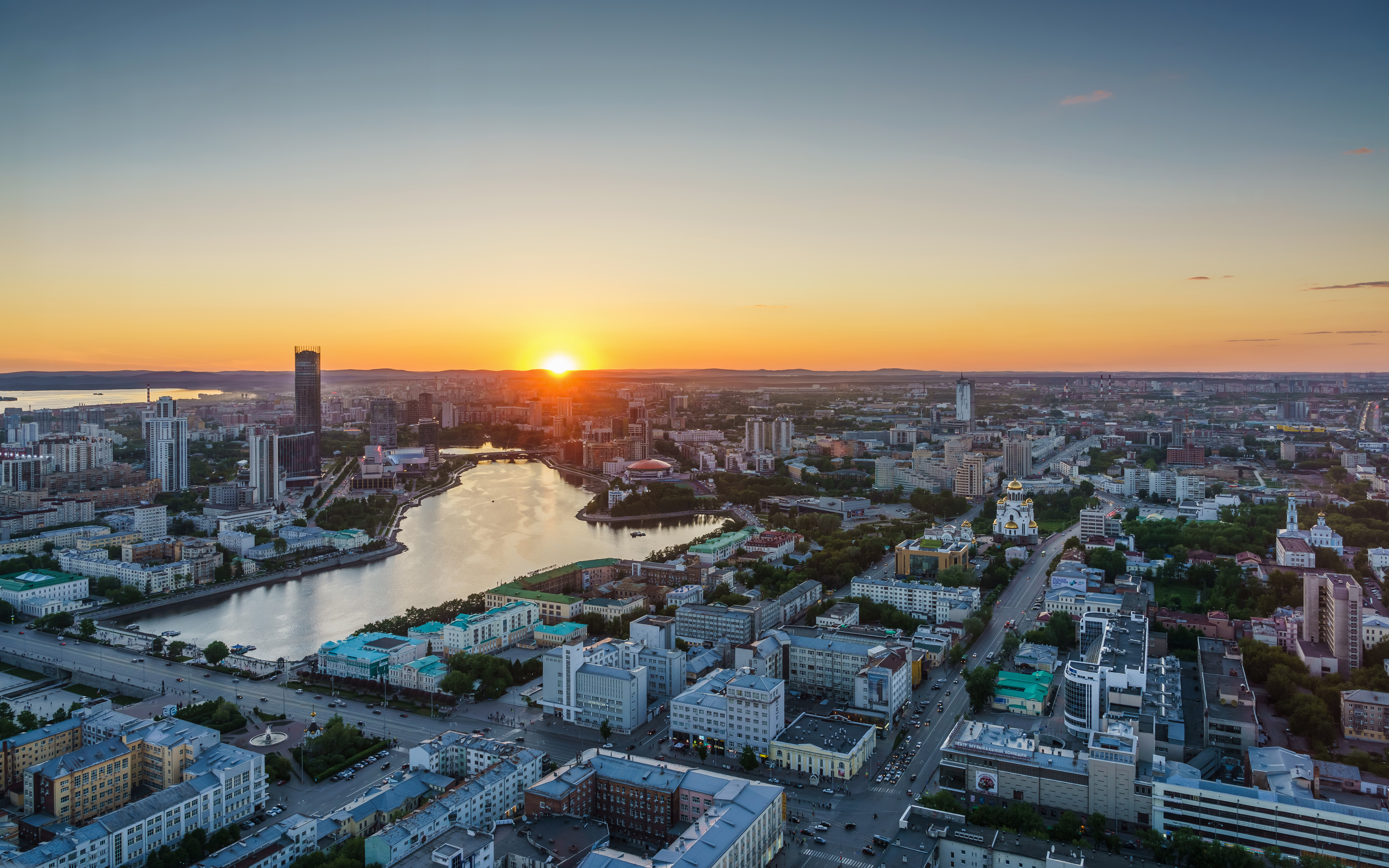
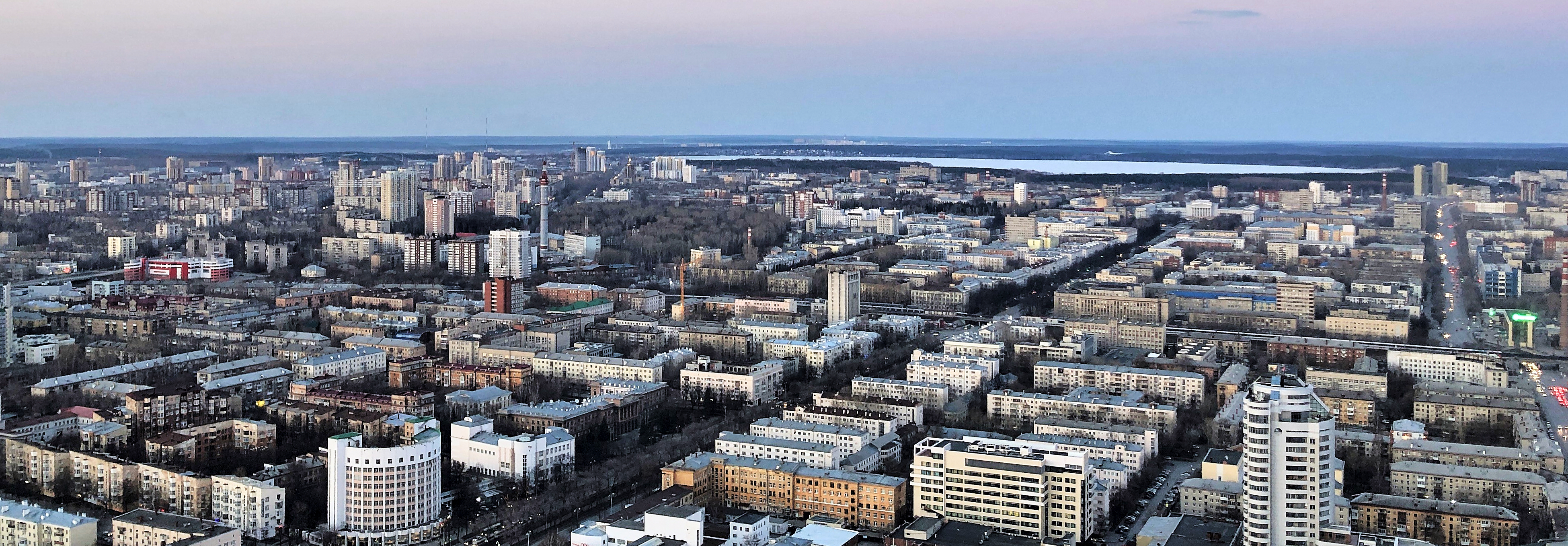